# Elaphe
Az Elaphe a hüllők (Reptilia) osztályának pikkelyes hüllők (Squamata) rendjébe, ezen belül a siklófélék (Colubridae) családjába tartozó nem.

## Rendszerezésük
A nemet Leopold Fitzinger osztrák zoológus írta le 1843-ban, az alábbi 11 faj tartozik ide: 
- Elaphe anomala (Boulenger, 1916)
- Elaphe bimaculata Schmidt, 1925
- Elaphe carinata (Günther, 1864)
- Elaphe climacophora (H. Boie, 1826)
- Elaphe davidi (Sauvage, 1884)
- Elaphe dione (Pallas, 1773)
- Elaphe quadrivirgata (H. Boie, 1826)
- négycsíkos sikló (Elaphe quatuorlineata) (Bonnaterre, 1790)
- Elaphe sauromates (Pallas, 1811)
- Elaphe schrenckii Strauch, 1873
- Elaphe zoigeensis Huang, Ding, Burbrink, Yang, Huang, Ling, Chen and Zhang, 2012

Bizonytalan fajok:
- sugaras sikló (Elaphe radiata)Coelognathus radiatus
- hegyesorrú sikló (Elaphe scalaris)
- leopárdsikló (Elaphe situla) vagy (Zamenis situla)
- egerész sikló (Elaphe taeniura)
- zöld gabonasikló (Elaphe triaspis)